# Leopold Neumer
Leopold Neumer (né le 8 février 1919 et mort le 19 mars 1990) était un joueur international de football autrichien et par la suite allemand.

## Biographie

### Club
Il commence sa carrière en 1933 dans le club autrichien du 1. Simmeringer SC où il reste jusqu'en 1935. Il va ensuite rejoindre l'Austria Vienne où il reste jusqu'en 1947. Il finit sa carrière au Favoritner SK Blau-Weiß.

### International
Il commence tout d'abord par jouer pour son pays d'origine, l'Autriche où il joue 4 matchs et marque 2 buts entre 1937 et 1946.
À la suite de l'annexion du pays par l'Allemagne d'Adolf Hitler, il fait ensuite partie de l'effectif allemand et joue un match en 1938. Il participe notamment à la coupe du monde 1938 en France.